# 11854 Ludwigrichter
A 11854 Ludwigrichter (ideiglenes jelöléssel 1988 RM3) a Naprendszer kisbolygóövében található aszteroida. Freimut Börngen fedezte fel 1988. szeptember 8-án.